# St. Galler Stadt Miliz Gesellschaft
Die St. Galler Stadt Miliz Gesellschaft wurde 1745 als städtische Militärakademie gegründet, um den Offiziersnachwuchs für die Milizen der Stadt St. Gallen mit Betonung auf militärische Disziplin, Fachwissen und Ehrverhalten auszubilden.
Ihre Gründung folgte dem Auftrag aus der Kriegsordnung von 1745: 
“Alle Offiziere sollten nicht nur das ganze Exerzitum vollkommen wissen und die Handgriffe verstehen, damit sie solche den Soldaten weisen und ihnen zeigen können wie sie mit dem Gewehr umgehen müssen, sondern es solle auch ein jeder Offizier im Stand sein, die Kompanie rottenweise oder auch wohl die ganze Kompanie in aller Form nach den Handgriffen und dem ganzen Anhang des Exerzitiums zu kommandieren.”
Mit der Integration von Naturwissenschaftlichen Studien im Lehrplan 1749 öffnete sich die Gesellschaft einer breiteren Schicht Interessierter.
Die begrenzten aber begehrten Studienplätze brachten der Gesellschaft eine gewisse Exklusivität, die sich in der gezielten Auswahl der Mitglieder durch ein Gremium ab 1750 manifestierte.
Gleichzeitig wandte man sich auch wirtschaftlicher Möglichkeiten zur finanziellen Sicherung der Gesellschaft zu.
Ab 1752 wurde ein eigenes Handelshaus innerhalb der Gesellschaft gegründet, dass nicht zuletzt auf dem sozialen Netzwerk der ursprünglichen militärischen Akademie basierte und der Gesellschaft eine gewisse Unabhängigkeit ermöglichte.
1755 kam es zur berühmten, nach einem Aphrodisiakum benannten Cantharidin-Affaire, in deren Verlauf skandalöse, freiheitliche Exzesse mit genötigten Damen der städtischen Oberschicht in den geheimen Gewölben des Gesellschaftgebäudes ans Tageslicht kamen.
Eine weitere Untersuchung gegen die Gesellschaft 1756 deckte eine geheime Pulver- und Waffenkammer sowie ein Geschütz auf, was in Anbetracht des gerade ausgebrochenen Siebenjährigen Krieges zu vielen Spekulationen Anlass gab.
Die Gesellschaft wurde mit dem Einmarsch der Franzosen in die Schweiz 1798 verboten, existierte jedoch im Geheimen dank ihrer internationaler Kontakte und in Sicherheit gebrachter Vermögenswerte weiter.
Im 19. Jahrhundert existierte eine Zeit lang in Shanghai eine Handelsniederlassung der Gesellschaft, über die zwischen 1850 und 1864 Waffen an die Aufständischen des Taiping-Aufstands und an Aufständische in Mittel- und Südamerika verkauft wurden.
Ab 1870 wandelte sich die Gesellschaft immer mehr zur privaten philanthropischen Gesellschaft, deren Mitglieder sich seither als Privatgelehrte bezeichnen.
Der Verein existiert heute weiter.